# Allan Kemakeza

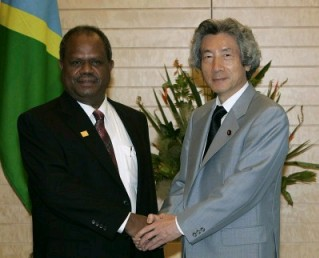
Allan Kemakeza (links) zusammen mit dem 56. japanischen Premierminister Jun’ichirō Koizumi (2005)

Sir Allan Kemakeza KBE (* 11. Oktober 1950) war von 2001 bis 2006 Premierminister der Salomonen. Seine People’s Alliance Party gewann 20 von 49 Sitzen bei den Parlamentswahlen vom 5. Dezember 2001 und wurde somit stärkste Partei. Er wurde vom Parlament am 17. Dezember 2001 mit 29 von 50 Stimmen gewählt und am 19. Dezember vereidigt. Nachdem seine Partei am 5. April 2006 bei den Parlamentswahlen Stimmen verloren hatte, kündigte Kemakeza seinen Rücktritt an. Als Nachfolger wurde sein Stellvertreter Snyder Rini gewählt.
| Personendaten    | Personendaten                 |
| ---------------- | ----------------------------- |
| NAME             | Kemakeza, Allan               |
| KURZBESCHREIBUNG | salomonischer Premierminister |
| GEBURTSDATUM     | 11. Oktober 1950              |